# Moéli

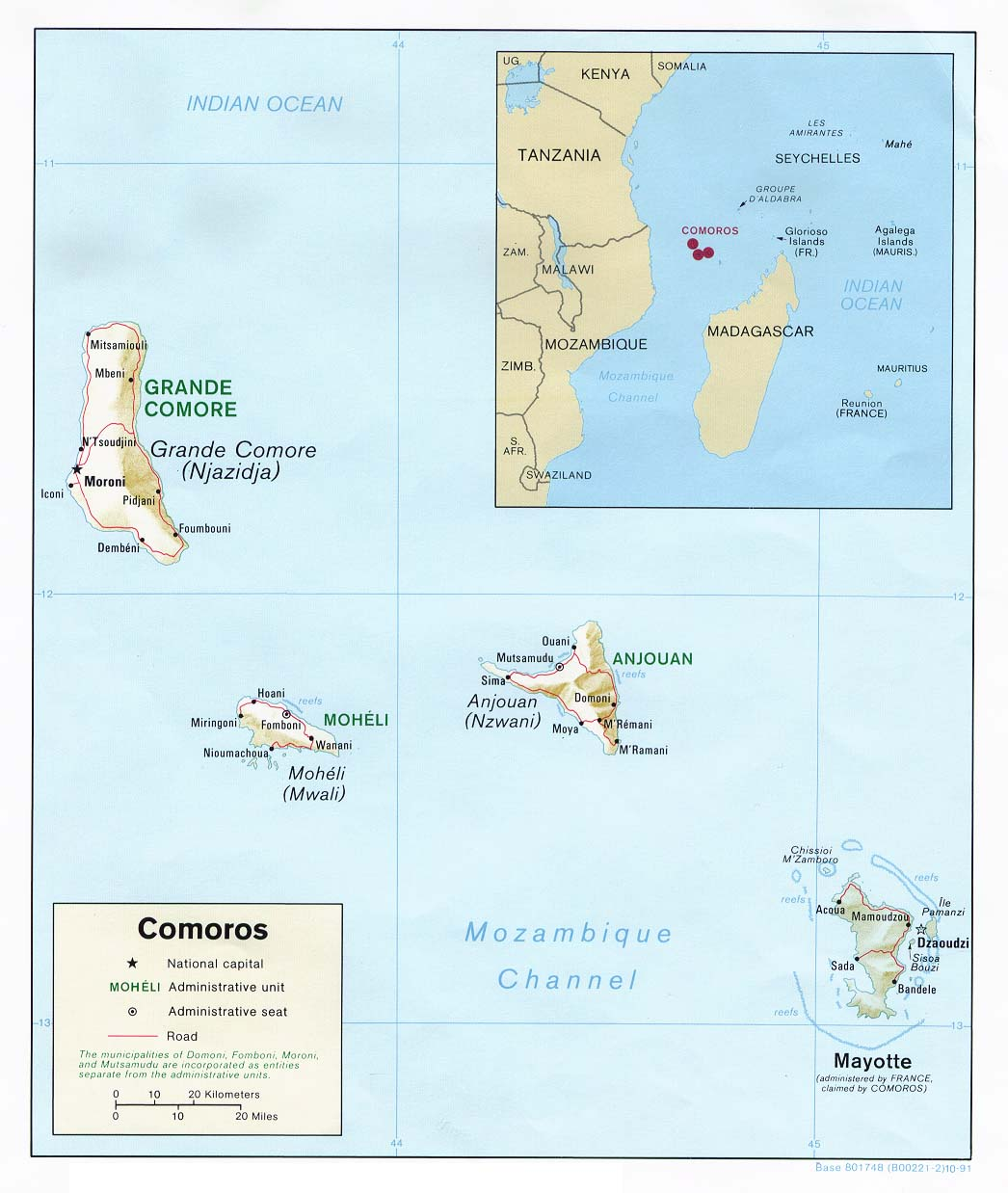
Mapa das Comores

Moéli (Mohéli; em língua comorana) é uma das três ilhas principais do arquipélago das Comores, localizado na parte norte do Canal de Moçambique. A ilha tem autonomia administrativa, como subdivisão da União Comoriana e, de acordo com a constituição de 2002, tem um presidente eleito. A sua população em 1991 era de cerca de 40 000 habitantes. A sua capital é Fomboni.

## História
Até 1830 Moéli era parte do sultanato Ndzuwenie que controlava igualmente a ilha vizinha de Anjuã. Nesse ano, imigrantes de Madagascar conduzidos por Ramanetaka, que depois mudou o nome para Abderemane, ocuparam a ilha e estabeleceram o sultanato de Muáli. Em 1886 a França tornou a ilha num protectorado. Até 1889, Mwali tinha o seu próprio governador residente, quando passou a ser subjugada pelo governador residente em Anjouan. O sultanato foi abolido em 1909, quando a França anexou a ilha.

Bandeira separatista

Em 1975, Moéli uniu-se com a Grande Comore e Anjuã e declararam unilateralmente a independência de França. Em 1997 a federação comoriana desmembrou-se mas, em 2002 foi votada uma nova constituição que restabeleceu a federação, mas com cada ilha mantendo um grande grau de autonomia.
1. ↑  Paixão, Paulo (Verão de 2021). «Os Nomes Portugueses das Aves de Todo o Mundo» (PDF) 2.ª ed. A Folha — Boletim da língua portuguesa nas instituições europeias. ISSN 1830-7809. Consultado em 13 de janeiro de 2022